# おぐち
おぐち（1991年8月 - ）は日本のイラストレーターである。東京都在住。
2011年に東京芸術大学美術学部油画科に入学し、同校を卒業。現在、美学館デッサンスクール講師を勤めている。

## 作品

### ゲーム
- 『艦隊これくしょん』：深海棲艦担当。深海棲艦（敵艦）全般のデザインコンセプト[2]、深海棲艦（敵艦）の一部（戦艦ル級[2]、戦艦タ級[2]、戦艦レ級[3]、空母ヲ級、軽母ヌ級、重巡リ級、軽巡ヘ級[2][注 1]、駆逐イ級・ロ級・ハ級[2] など）
- 『ミリオンアーサー』:ランテ/ゴルロイス担当
- 『アリスオーダー』:御子神沙羅担当
- 『ロードオブヴァーミリオン』:モルモー/ヘカテー/エンプーサ担当
- 『ドレッドノート』:エドガー・ソッケルカーカ/ロキ/ナターリエ・ネスレ担当
- 『Caligula』『Caligula Overdose』『Caligula2』：キャラクターデザイン担当
- 『アカシックリコード』:カグヤ担当
- 『Assault_spy』
- 『チュウニズム』:2ZR-FXE エンジン/MTA-XXX【パンドラネメシス】/埋葬者 ストゥム /ゼファー・ニアルデ/覚醒者バシアン/ヴォイド担当
- 『アークナイツ』：空构（Spuria）担当[4]
- 『Arcaea』：マヤ担当[5]/天賦第八究明者 識眼担当

### 文庫
- 『ECHO』:表紙+a担当
- 『代償のギルタオン』
- 『我がヒーローのための絶対悪』
- 『魔女の家エレンの日記』
- 『アンロック・シティ』
- 『勇者、或いは化け物と呼ばれた少女』
- 『虚弱高校生が世界最強となるまでの異世界武者修行日誌』
- 『殺人探偵・天刀狼真』
- 『レターズ/ヴァニシング』
- 『ゴースト・ギャロップ』
- 『LOVE! Caligula』
- 『Caligula-カリギュラ-EPISODE水口茉莉絵~彼女の見た世界』:表紙+a担当

### CD･PV
- 『リバーシブル・キャンペーン』:PV担当
- 『学園×∀ssassinatioИ』:PV担当
- 『GINGA』:PV担当
- 『「GINGA」0002:a galaxy odyssey 「クロスフェード」』：イラスト担当
- 『窓際AM9:00』:PV担当
- 『COMPUTER_MUZIK』:PV担当
- 『短夜、稲荷神社のはずれにて』:影縫英1stアルバム
- 『GHOST』:deco*275thアルバム
- 『Caligula(サントラ・セルフカバーコレクション)』：イラスト担当

### その他
- レーシングミク2014
- 『ILLUSTRATION 2015』
- 『PRIUS!IMPOSSIBLE GIRLS』:2ZR-FXEエンジン担当
- 『TreeofSavior』：お祝いイラスト
- レオパレス21×Caligula Overdose コラボにおけるライブペインティング
- Ci flower
- 『Arcanamusica』：キャラクターデザイン
- 『Arcaea』：「Abstruse Dilemma」ジャケットイラスト